# Seznam rodných jmen v Česku
Tato stránka obsahuje seznam rodných jmen užívaných v Česku.

## A
- Abadon
- Abdon
- Ábel
- Abelard
- Abigail
- Abiha
- Abraham, Abrahám
- Absolon, Absolón
- Adalbert
- Adam
- Adéla
- Adin
- Adina
- Adolf
- Adrian
- Adrián
- Adriana
- Adrien
- Adriena
- Agáta
- Agaton
- Aglaja
- Achil
- Achiles
- Aida
- Alan
- Alban
- Albert
- Albín
- Albína
- Albrecht
- Aldo
- Alen
- Alena
- Aleš
- Alex
- Alexandr
- Alexandra
- Alexej
- Alfons
- Alfréd
- Alice
- Alida
- Alin
- Alina
- Alois
- Aloisie
- Alruna
- Alva
- Alvar
- Alvin
- Alyson
- Alžběta
- Amadeus
- Amálie
- Amanda
- Amát
- Ambrož
- Amon
- Amos
- Anabela
- Anastázie
- Anděla
- Andrea
- Andreas
- Andrei
- Andrej
- Aneta
- Anežka
- Angela
- Angus
- Anita
- Anna
- Annaliesa
- Annika
- Antal
- Antonie
- Antonín
- Apolena
- Apolo
- Arabela
- Aranka
- Areta
- Ariadna
- Arian
- Ariana
- Ariela
- Arion
- Arleta
- Armando
- Armida
- Armin
- Arnold
- Arnošt
- Aron, Árón, Aaron
- Arpád
- Artur
- Astrid
- Atila
- Atilla
- Attila
- Augustin
- Augustina
- Augustýn
- Aurelia
- Aurelie
- Aurelio
- Aurora
- Axel
- Aya

- Aisha

## B
- Babeta
- Baek
- Baltazar
- Barabáš
- Barbora
- Bartoloměj
- Beáta
- Bedřich
- Bedřiška
- Bela
- Běla
- Belinda
- Benedikt
- Benjamin
- Beno
- Berenika
- Bernadeta
- Bernard
- Berta
- Bertram
- Bianka
- Bibiana
- Blahomil
- Blahomír
- Blahoslav
- Blanka
- Blažej
- Blažena
- Bob
- Bohdan
- Bohdana
- Bohuchval
- Bohumil
- Bohumila
- Bohumír
- Bohuslav
- Bohuslava
- Bojan
- Bolemír
- Boleslav
- Bonaventura
- Bonifác
- Boris
- Borislav
- Bořek
- Bořivoj
- Božena
- Božetěch
- Božidar
- Božidara
- Brigita
- Bratislav
- Bronislav
- Bruce
- Brunhilda
- Bruno
- Bryan
- Břetislav
- Bystrík

## C
- Can
- Carmen
- Cecil
- Cecílie
- Celestýn
- Celestýna, Celestina
- Crha
- Ctibor
- Ctirad
- Ctislav
- Cyprián
- Cyril
- Cyrila

## Č
- Čeněk
- Česlav
- Česlava
- Čestmír

## D
- Dag
- Dagmar
- Daisy
- Dalibor
- Dalimil
- Dan
- Dana
- Daniel
- Daniela
- Danuše
- Darina
- Darja
- David
- Deana
- Denis
- Denisa
- Deodatus
- Diana
- Dimitris
- Dita
- Dmitr
- Dobromil
- Dobromila
- Dobroslav
- Dominik
- Dominika
- Donna
- Dorian
- Dorin
- Dorota
- Doubravka
- Drahomír
- Drahomíra
- Drahoslav
- Drahoslava
- Dušan
- Džamil
- Džamila

## E
- Edita
- Eduard
- Edvin
- Edwulf
- Egon
- Eithne
- Ela
- Ella
- Elen
- Eleonora
- Elena
- Eli
- Eliáš
- Elisa
- Elisabet
- Elisabeta
- Eliška
- Elke
- Ellen
- Elza
- Ema
- Emanuel
- Emil
- Emílie
- Emily
- Emma
- Ena
- Engelbert
- Erik
- Erika
- Ervín
- Ester
- Etel
- Euniké
- Eva
- Evelína
- Evžen
- Evžénie
- Eydís
- Elvis

## F
- Fabian
- Fabio
- Felicia
- Felix
- Ferdinand
- Filip
- Filipa
- Fiona
- Fjodor
- Florian, Florián
- Floriana
- Florin
- František
- Františka
- Fridolín
- Freddie

## G
- Gabriel
- Gabriela
- Gabriella
- Gaster
- Geppetto
- Gerda
- Gertruda
- Gita
- Gizela
- Glauco
- Glorie, Glórie
- Godric
- Gorazd
- Gordana
- Grace
- Gustav
- Gwenda

## H
- Hadrián
- Hana
- Hanuš
- Haštal
- Háta
- Havel
- Heda
- Hedvika
- Helena
- Helga
- Herbert
- Hermína
- Hermiona
- Heřman
- Hortenzie
- Horymír
- Hostivín
- Hubert
- Hugo
- Hynek

## Ch
- Chaim
- Chajim
- Charlie
- Charlotte
- Cheyenne
- Christie
- Christo
- Chrudoš
- Chřen

## I
- Ida
- Idunn
- Ignác
- Ignácie
- Igor
- Ilja
- Ilona
- Ingemar
- Ingrid
- Inka
- Irena
- Iris
- Irma
- Irmhild
- Isabela
- Isabella
- Isolda, Isolde
- Iška
- Iulian
- Iva
- Ivan
- Ivana
- Iveta
- Ivo
- Ivona
- Izabela

## J
- Jacob
- Jáchym
- Jakub
- Jakubka
- Jan
- Jana
- Jarmil
- Jarmila
- Jarolím
- Jaromír
- Jaromíra
- Jaroslav
- Jaroslava
- Jasmin (jméno), Jasmína
- Jeroným
- Jessika
- Ješek
- Jin
- Jindra
- Jindřich
- Jindřiška
- Jiří
- Jiřina
- Jitka
- Johana
- John
- Jolana
- Jonáš
- Jorga
- Jorik
- Josef
- Joshua
- Jovana
- Judita
- Juliana
- Julie
- Julia
- Julius
- Jun
- Justýna

## K
- Kamil
- Kamila
- Karel
- Karina
- Karla
- Karolína
- Kaspar
- Kašpar
- Kateřina
- Kazimír
- Kelly
- Kevin
- Klára
- Klaudie
- Klement
- Kliment
- Konstantin
- Koridon
- Krasimír
- Kristiana
- Kristián
- Kristina
- Kristýna
- Krorona
- Krystýna
- Kryštof
- Křesomysl
- Květa
- Květoslav
- Květoslava
- Kvido

## L
- Lada
- Ladislav
- Ladislava
- Laris
- Larisa
- Laura
- Lea
- Lenka
- Leo
- Leon
- Leona
- Leonard
- Leontina
- Leopold
- Leoš
- Lešek
- Lia
- Liběna
- Libor
- Libuše
- Lili
- Liliana
- Linda
- Lipan
- Lisa
- Livie
- Ljuba
- Lorna
- Lubomír
- Lubor
- Luboš
- Lucian
- Lucie
- Luděk
- Ludmila
- Ludvík
- Lumír
- Lukáš
- Lýdie

## M
- Magdaléna
- Mahulena
- Maja
- Mája
- Malia
- Málie
- Malika
- Malvína
- Marcel
- Marcela
- Marek
- Marián
- Mariana
- Marie
- Marika
- Marin
- Marina
- Marisa
- Marius
- Markéta
- Marlen
- Marshall
- Maroš
- Marta
- Martin
- Martina
- Matěj
- Matouš
- Matyáš
- Matylda
- Maxim
- Maxmilián
- Meda
- Medard
- Metoděj
- Michael
- Michaela
- Michal
- Mikeš
- Mikuláš
- Milada
- Milan
- Milena
- Miloslav
- Miloslava
- Miloš
- Miluše
- Mircea
- Miriam
- Miron
- Miroslav
- Miroslava
- Mlada
- Mlhoš
- Mnata
- Mohamed
- Mojmír
- Monika
- Muriel
- Myra

## N
- Naďa
- Naděžda
- Napoleon
- Narcis
- Narcisa
- Nastasja
- Nastěnka
- Natálie
- Nataniel
- Nataša
- Nazarius
- Nepomucena
- Nepomuk
- Neklan
- Nela
- Nelly
- Nezamysl
- Nicola
- Nicoleta
- Nicu
- Niels
- Nika
- Nikanor
- Nikasius
- Nikefor
- Nikeforos
- Nikita
- Nikodém
- Nikol, Nikola
- Nikolas (popř. Nicolas či Nicholas)
- Nikolaus
- Nikoleta
- Nikolita
- Nina
- Ninoslav
- Nivard
- Noemi
- Nonius
- Nonna
- Nonnosus
- Nora
- Norbert
- Norman
- Nymfa

## O
- Octavian
- Odeta
- Odin
- Oldřich
- Oldřiška
- Oleg
- Olga
- Olimpiada
- Olin
- Oliver
- Olivie
- Ondra
- Ondřej
- Ondřejka
- Orlando
- Orlík
- Oskar
- Otakar
- Otmar
- Oto
- Otýlie

## P
- Pankrác
- Patricie
- Patrik
- Pavel
- Pavla
- Pavlín
- Pavlína
- Penelope
- Peregrin
- Petr
- Petra
- Petromila
- Pia
- Pipin
- Pius
- Pnina
- Pravoslav
- Pribin
- Prokop
- Prokopa
- Přemysl

## Q
- Quido

## R
- Radan
- Radana
- Radek
- Radim
- Radka
- Radmil
- Radmila
- Radomil
- Radomír
- Radoslav
- Radovan
- Radu
- Rafael
- Raven
- Reggie
- Regína
- Renáta
- René
- Restituta
- Richard
- Rita
- Robert
- Roberta
- Robin
- Rodan
- Roderik
- Roland
- Roman
- Romana
- Ronald
- Rosalinda
- Rostislav
- Rozálie
- Rudolf
- Rút
- Růžena
- Roxana

## Ř
- Řehoř
- Řeřich

## S
- Saaba (Sába)
- Sabina
- Salome
- Sally
- Samir
- Samuel
- Sandra
- Sante
- Sára
- Saskie
- Sáva
- Sebastian
- Sergei
- Servác
- Seth
- Silvestr
- Silva
- Silvia
- Silvie
- Simon
- Simona
- Slavěna
- Slavomír
- Soběslav
- Soběslava
- Sofie
- Soňa
- Sorin
- Spytihněv
- Stanislav
- Stanislava
- Stela
- Stelian
- Strachota
- Svatava
- Svatopluk
- Svatoslav
- Světlana
- Sven
- Sylva
- Sylvie
- Sanem

## Š
- Šárka
- Šarlota
- Šimon
- Šiva
- Štefan
- Šťáhlav
- Štěpán
- Štěpánka
- Šimona

## T
- Tadeáš
- Talip
- Tamara
- Tara
- Tarsicius
- Taťána
- Tea
- Teodor
- Tereza
- Terezie
- Tibor
- Tobiáš
- Tomáš
- Tomáška
- Toni
- Trina
- Tristan

## U
- Udo
- Ulrika
- Ulrich
- Uma
- Urban
- Uršula
- Uvo

## V
- Václav
- Václava
- Vadim
- Valdemar
- Valentýn
- Valentýna
- Valerie
- Valérie
- Vanda
- Vanesa
- Vavřinec
- Věnceslav
- Vendelín
- Vendula
- Věra
- Veronika
- Věroslav
- Viktor
- Viktorie
- Vili
- Vilém
- Vilma
- Vilemína
- Vincenc
- Viola
- Violka
- Vít
- Vítězslav
- Vlad
- Vladan
- Vladěna
- Vladim
- Vladimír
- Vladimíra
- Vladislav
- Vladivoj
- Vlasta
- Vlastimil
- Vlastislav
- Vnislav
- Vojen
- Vojtěch
- Voršila
- Vratislav
- Vsevolod

## W
- Waldemar
- Walter
- Werner
- William
- Willow
- Wolfgang
- Wolfram

## X
- Xaver
- Xaverie
- Xaverius
- Xena
- Xenie

## Y
- Yancy
- Yva
- Yvan
- Yvana
- Yveta

## Z
- Záboj
- Zachar
- Zachariáš
- Záviš
- Zbislav
- Zbyhněv
- Zbyhněva
- Zbyněk
- Zbyňka
- Zbyslav
- Zbyslava
- Zbyšek
- Zbyška
- Zdena
- Zdeněk
- Zdenka
- Zdeňka
- Zderad
- Zdeslav
- Zdeslava
- Zdík
- Zdirad
- Zdislav
- Zdislava
- Zeno
- Zenobie
- Zenon
- Zikmund
- Zina
- Zinaida
- Zita
- Zlata
- Zlatan
- Zlatko
- Zlatomír
- Zlatomíra
- Zlatuše
- Zoana
- Zoe
- Zoja
- Zoltán
- Zora
- Zoran
- Zoroslav
- Zoroslava
- Zosim
- Zuzana
- Zvonimír
- Zvonimíra

## Ž
- Žakelina
- Žakelína
- Žaneta
- Žarko
- Ždan
- Ždana
- Želibor
- Želimír
- Želimíra
- Želislav
- Želislava
- Želmír
- Želmíra
- Žibřid
- Žitomír
- Žitomíra
- Žitoslav
- Žitoslava
- Živa
- Živan
- Živana
- Žofie

## Neobvyklá a výjimečná jména
- Elektra
- Půlnoční bouře
- Džesika
- Asena